# Crisi monetaria e debitoria turca del 2018
La crisi monetaria e debitoria turca del 2018 (in turco Türk döviz ve borç krizi) è una crisi finanziaria ed economica avvenuta in Turchia, caratterizzata da un crollo del valore della lira turca, da un'inflazione elevata, da un aumento dei costi di finanziamento e, di conseguenza, da un aumento delle insolvenze sui prestiti. La crisi è stata causata dall'eccessivo deficit delle partite correnti dell'economia turca e da grandi quantità di debito privato in valuta estera, in combinazione con il crescente autoritarismo del presidente Recep Tayyip Erdoğan e i suoi indirizzi politici sui tassi d'interesse. Alcuni analisti hanno inoltre sottolineato il ruolo degli attriti geopolitici con gli Stati Uniti e dei dazi imposti dall'amministrazione Trump su alcuni prodotti turchi, quali l'acciaio e l'alluminio.
Inizialmente la crisi ha provocato una forte svalutazione della lira turca, laddove le fasi successive sono state caratterizzate da insolvenze sui debiti societari e, infine, da una contrazione della crescita economica. Con il tasso d'inflazione fermo sulla doppia cifra, ne è derivata una situazione di stagflazione. La crisi ha posto fine a un periodo di prolungata crescita economica verificatasi con gli esecutivi Erdoğan, basata in gran parte sul boom edilizio alimentato da prestiti esteri, credito facile e spesa pubblica.
La crisi economica ha innescato un significativo calo di popolarità per Erdoğan e il suo partito, l'AKP, il quale ha perso la maggior parte delle grandi città turche, tra cui Istanbul e Ankara, alle elezioni amministrative turche del 2019.

## Deficit delle partite correnti e debiti in valuta estera
Un'atavica caratteristica dell'economia turca è data dal basso tasso di risparmio. Da quando Recep Tayyip Erdoğan ha assunto la guida dell'esecutivo, lo Stato ha registrato un crescente deficit delle partite correnti, quantificato in 33,1 miliardi di dollari nel 2016, 47,3 miliardi di dollari nel 2017, e salito a 51,6 miliardi di dollari nel 2018, tra i maggiori deficit delle partite correnti al mondo. L'economia ha fatto affidamento sull'afflusso di capitali per finanziare l'eccesso del settore privato, con le banche e le grandi imprese turche che si sono trovate ad assumere prestiti pesanti, sovente in valuta estera. In queste condizioni, la Turchia ha dovuto reperire circa 200 miliardi di dollari annualmente per finanziare l'ampio deficit delle partite correnti e il debito in scadenza, pur essendo sempre a rischio di prosciugamento degli afflussi; lo Stato dispone peraltro di riserve valutarie lorde di soli 85 miliardi di dollari. La politica economica alla base di tali tendenze è stata gestita sempre più personalmente da Erdoğan sin dal 2002, e con rinnovato vigore dal 2008, con un'attenzione particolare all'industria delle costruzioni, agli appalti pubblici e alle misure di stimolo dell'economia.

Perdita di valore della lira turca rispetto all'euro, che ha raggiunto il suo apice nel 2018

L'afflusso di investimenti era già diminuito nel periodo antecedente la crisi, a causa dei disaccordi politici di Erdoğan con i Paesi che ne erano la principale fonte (tra cui Germania, Francia e Paesi Bassi). In seguito al tentativo di colpo di Stato del 2016, il Governo ha sequestrato i beni dei soggetti accusati di esserne coinvolti, anche se i loro legami con il fallito golpe si sono poi rivelati assai flebili. L'esecutivo non ha ritenuto, tuttavia, che le società straniere investenti in Turchia potessero essere scoraggiate dall'instabilità politica del Paese. Ulteriore fattore di rischio comprende le preoccupazioni per la diminuzione del valore della lira, che minaccia di intaccare i margini di profitto degli investitori. Anche gli afflussi di investimenti sono diminuiti in conseguenza delle restrizioni presidenziali verso la rendicontazione efficace degli analisti finanziari in Turchia. A titolo esemplificativo, tra gennaio e maggio 2017 gli investitori di portafoglio stranieri avevano finanziato 13,2 miliardi di dollari del deficit delle partite correnti della Turchia, pari a 17,5 miliardi di dollari. Durante lo stesso periodo del 2018, sono riusciti a coprire solo 763 milioni di dollari di un deficit aumentato a 27,3 miliardi di dollari.

## I "piani d'azione" del Governo per affrontare la crisi
La situazione di crisi ha spinto il ministro delle Finanze turco Berat Albayrak a presentare un programma economico triennale mirato a "dominare l'inflazione, stimolare la crescita e tagliare il deficit delle partite correnti". Il piano ha previsto un taglio della spesa pubblica di 10 miliardi di dollari e la sospensione dei progetti la cui gara d'appalto non fosse stata ancora portata a termine. La fase di trasformazione del piano si è concentrata sulle aree a valore aggiunto per aumentare il volume delle esportazioni del Paese e la capacità produttiva a lungo termine, con l'obiettivo di creare due milioni di nuovi posti di lavoro entro il 2021. Il programma ha previsto infine una sostanziale riduzione della crescita economica nel biennio 2018-2019 ma con un graduale aumento della crescita entro il 2021.

## Interferenza presidenziale sulla Banca centrale
La Turchia ha registrato un'inflazione sostanzialmente più alta rispetto agli altri Paesi emergenti: nell'ottobre 2017, l'inflazione era all'11,9%, il tasso più alto dal luglio 2008. Nel 2018, il tasso di cambio della lira ha velocizzato il proprio deterioramento, raggiungendo un tasso di 4,0 USD/TRY a fine marzo, 4,5 USD/TRY a metà maggio, 5,0 USD/TRY all'inizio di agosto e 6,0 USD/TRY e 7,0 USD/TRY a metà agosto. Tra gli economisti, l'accelerazione della perdita di valore è stata generalmente attribuita al presidente Erdoğan, che ha impedito alla Banca Centrale turca di effettuare i necessari aggiustamenti dei tassi di interesse.
Erdoğan, secondo il quale i tassi di interesse al di fuori del suo controllo sono "la madre e il padre di tutti i mali", ha condiviso teorie non ortodosse sui tassi d'interesse in un'intervista del 14 maggio con Bloomberg, nella quale ha affermato che "la Banca centrale non può mettere da parte i segnali dati dal presidente". Nonostante l'opposizione di Erdoğan, la Banca Centrale della Turchia ha però implementato forti aumenti dei tassi d'interesse.

## Conseguenze

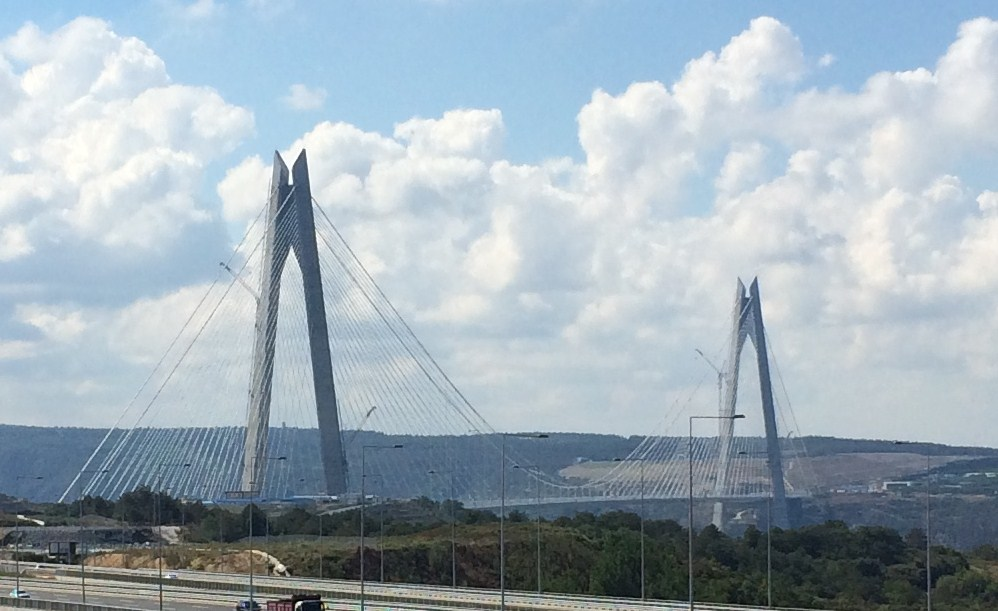
La precedente crescita economica era stata guidata da stimoli fiscali e monetari al settore delle costruzioni, causando un enorme arretrato di nuove case invendute, e grandi progetti non redditizi come il Ponte di Yavuz Sultan Selim a Istanbul

Nelle prime fasi della crisi, i finanziatori turchi sono stati destinatari di richieste di ristrutturazione da parte di imprese incapaci di ripagare il proprio debito denominato in dollari o in euro, a causa della perdita di valore dei loro profitti in lire turche. Inoltre, laddove gli istituti finanziari sono stati per molti anni il motore trainante della Borsa di Istanbul, rappresentandone quasi la metà del valore complessivo, a metà aprile del 2018 ne rappresentavano meno di un terzo. Alla fine di maggio i finanziatori si sono trovati ad affrontare un'impennata di domande da parte di società richiedenti una riorganizzazione dei rimborsi del debito. All'inizio di luglio, le richieste di ristrutturazione pubblica da parte di alcune delle più grandi imprese del Paese ammontavano, da sole, a 20 miliardi di dollari, oltre ad altri debitori non quotati in Borsa o non abbastanza grandi da richiedere una comunicazione pubblica. La qualità degli attivi delle banche turche, così come il loro coefficiente di adeguatezza patrimoniale, ha continuato a peggiorare durante tutta la crisi. 
Gli istituti bancari hanno continuamente aumentato i tassi di interesse per i prestiti alle imprese e ai consumatori nonché i tassi dei mutui ipotecari, attorno al 20% annuo, frenando così la domanda da parte di imprese e consumatori. Con una corrispondente crescita dei depositi, il divario tra il totale dei depositi e il totale dei prestiti, che era stato in Turchia uno dei più alti nei mercati emergenti, ha cominciato a ridursi. Questo sviluppo, tuttavia, ha portato anche ad un'edilizia abitativa incompleta od inabitata, poiché gli esecutivi guidati da Erdoğan hanno ripetutamente favorito il settore delle costruzioni nel guidare la crescita economica. Nel marzo 2018, le vendite di case sono diminuite del 14% e i mutui sono diminuiti del 35% rispetto all'anno precedente. A maggio, la Turchia aveva circa 2 milioni di case invendute, un arretrato tre volte superiore al numero medio annuo di nuove vendite. Nella prima metà del 2018, il numero di nuove abitazioni invendute ha continuato ad aumentare, mentre gli aumenti dei prezzi delle nuove case hanno fatto registrare un ritardo di oltre 10 punti percentuali nell'inflazione dei prezzi al consumo.
Sebbene i pesanti deflussi di capitali del portafoglio siano persistiti (883 milioni di dollari a giugno), con le riserve ufficiali di valuta estera diminuite di circa 6,9 milioni di dollari in giugno, il deficit delle partite correnti ha iniziato a ridursi in giugno, a causa dell'indebolimento del tasso di cambio della lira. Ciò è stato percepito come un segnale di equilibrio economico. La lira turca ha iniziato a recuperare le perdite a partire da settembre 2018, e il deficit delle partite correnti si è ridotto ulteriormente. Come conseguenza della precedente politica monetaria della "moneta facile", ogni ritrovata fragile stabilità macroeconomica a breve termine si basa su tassi di interesse più elevati, creando così un effetto recessivo per l'economia turca.